# Omnitruncamiento

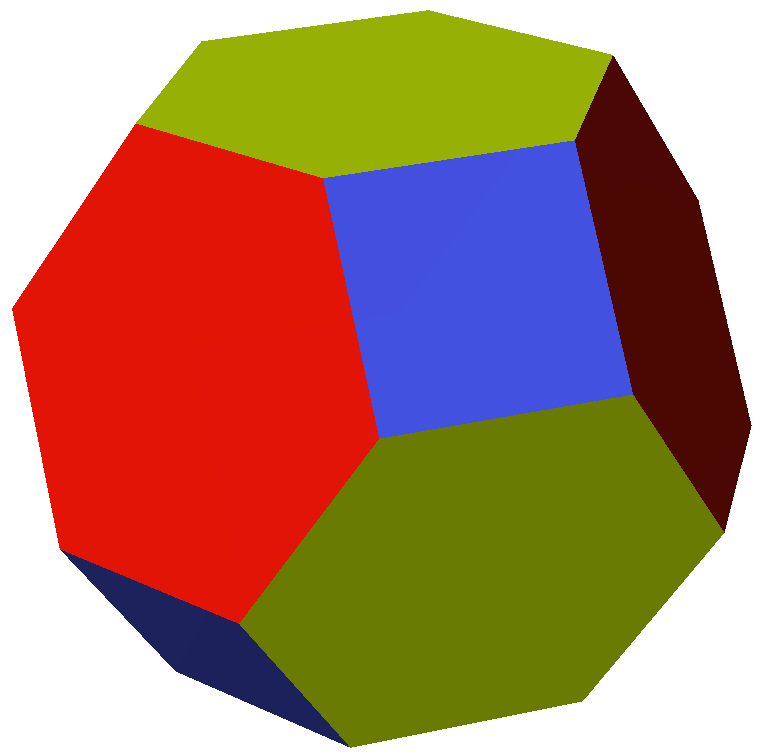
Ejemplo de un poliedro omnitruncado: el octaedro truncado
(3 3 2|)

En geometría, un omnitruncamiento (también omnitruncación u omnitruncado) de un politopo convexo es un politopo simple de la misma dimensión, que tiene un vértice por cada bandera del politopo original y una faceta por cada cara de cualquier dimensión del politopo original. El omnitruncamiento es la operación dual a la subdivisión baricéntrica. Debido a que la subdivisión baricéntrica de cualquier politopo siempre se convierte en otro politopo, ocurre lo mismo con el omnitruncamiento de cualquier politopo.

## Propiedades
Cuando se aplica el omnitruncamiento a un politopo regular (o panal), se puede describir geométricamente como una construcción de Wythoff que crea un número máximo de facetas. Está representado mediante un diagrama de Coxeter-Dynkin con todos los nodos anillados.
Es un término simplificado que tiene un significado diferente en politopos de dimensiones progresivamente más altas:
- Operadores de truncamiento de politopos uniformes:
  - Para polígonos regulares: Un truncamiento ordinario, {\displaystyle t_{0,1}\{p\}=t\{p\}=\{2p\}}.
    - Diagrama de Coxeter-Dynkin 

  - Para poliedros uniformes (3-politopos): Un cantitruncamiento, {\displaystyle t_{0,1,2}\{p,q\}=tr\{p,q\}} (aplicación de las operaciones de canteado y de truncamiento)
    - Diagrama de Coxeter-Dynkin: 

  - Para polícoros uniformes: Un runcicantitruncamiento, {\displaystyle t_{0,1,2,3}\{p,q,r\}} (aplicación de las operaciones de runcinado, canteado y truncamiento)
    - Diagrama de Coxeter-Dynkin: , , 

  - Para politeros uniformes (5-politopos): Un esteriruncicantitruncamiento, t0,1,2,3,4{p,q,r,s}. {\displaystyle t_{0,1,2,3,4}\{p,q,r,s\}} (aplicación de las operaciones de estericado, runcinado, canteado y truncamiento)
    - Diagrama de Coxeter-Dynkin: , , 

  - Para n-politopos uniformes: {\displaystyle t_{0,1,...,n-1}\{p_{1},p_{2},...,p_{n}\}}.